# Acordulecera insularis
Acordulecera insularis – gatunek błonkówki z rodziny Pergidae.

## Taksonomia
Gatunek ten został opisany w 1900 roku przez Williama Harrisa Ashmeada. Jako miejsce typowe podano wyspę Saint Vincent. Holotypem była samica. 

## Zasięg występowania
Małe Antyle, notowany w Dominice oraz Saint Vincent i Grenadynach.